# Jean-Pierre Leloir
Jean-Pierre Leloir (né le 27 juin 1931 à Paris 16e et mort à Paris 17e le 20 décembre 2010,) est un photographe français ayant couvert la scène musicale et théâtrale depuis les années 1950, dont : concerts de musique et répétitions, reportages pour l'industrie, expositions historiques, pièces de théâtre.
Comme tel, il a côtoyé de nombreux artistes du XXe siècle, d'Édith Piaf à Charles Trenet, en passant par Billie Holiday, Johnny Hallyday ou Alain Bashung. Il est, notamment, le photographe préféré de Jacques Brel et l'auteur du célèbre cliché réunissant Brel, Brassens et Ferré en janvier 1969. Il a également participé, comme photographe, à l'aventure du TNP de Jean Vilar et est l'un des membres fondateurs de la revue Rock & Folk.
Il a été lié de près également à l'aventure de la firme française de disques Erato dont il a été le photographe attitré pendant plus de trente ans.
C'est durant cette période qu'il a photographié en répétition comme en concert les plus grands artistes de musique classique de l'époque, et entre autres : Maurice André, Jean Pierre Rampal, Jean-François Paillard, Marie-Claire Alain. 